# Unterseeboot 471
L'Unterseeboot 471 ou U-471 est un sous-marin allemand (U-Boot) de type VIIC utilisé par la Kriegsmarine pendant la Seconde Guerre mondiale.
Le sous-marin est commandé le 20 janvier 1941 à Kiel (Deutsche Werke), sa quille posée le 25 octobre 1941, il est lancé le 6 mars 1943 et mis en service le 5 mai 1943, sous le commandement de l'Oberleutnant zur See Friedrich Kloevekorn.
L'U-471 n'a ni endommagé ni coulé de navire au cours des trois patrouilles (122 jours en mer) qu'il effectua.  
Coulé en août 1944 lors d'un assaut aérien contre Toulon, il est remis en état en 1946 et sert dans la marine française jusqu'en 1962 sous le nom de Millé.

## Conception
Unterseeboot type VII, l'U-471 avait un déplacement de 769 tonnes en surface et 871 tonnes en plongée. Il avait une longueur totale de 67,10 m, un maître-bau de 6,20 m, une hauteur de 9,60 m et un tirant d'eau de 4,74 m. Le sous-marin était propulsé par deux hélices de 1,23 m, deux moteurs diesel Germaniawerft M6V 40/46 de 6 cylindres en ligne de 1 400 cv à 470 tr/min, produisant un total de 2 060 à 2 350 kW en surface et de deux moteurs électriques Siemens-Schuckert GU 343/38-8 de 375 cv à 295 tr/min, produisant un total 550 kW, en plongée. Le sous-marin avait une vitesse en surface de 17,7 nœuds (32,8 km/h) et une vitesse de 7,6 nœuds (14,1 km/h) en plongée. Immergé, il avait un rayon d'action de 80 milles marins (150 km) à 4 nœuds (7,4 km/h; 4,6 milles par heure) et pouvait atteindre une profondeur de 230 m. En surface son rayon d'action était de 8 500 milles nautiques (soit 15 700 km) à 10 nœuds (19 km/h). 
L'U-471 était équipé de cinq tubes lance-torpilles de 53,3 cm (quatre montés à l'avant et un à l'arrière) qui contenait quatorze torpilles. Il était équipé d'un canon de 8,8 cm SK C/35 (220 coups) et d'un canon antiaérien de 20 mm Flak. Il pouvait transporter 26 mines TMA ou 39 mines TMB. Son équipage comprenait 4 officiers et 40 à 56 sous-mariniers.

## Historique
Il reçut sa formation de base au sein de la 5. Unterseebootsflottille jusqu'au 31 octobre 1943, il intégra sa formation de combat avec la 1. Unterseebootsflottille jusqu'au 30 avril 1944 et finira sa carrière dans la 29. Unterseebootsflottille.
Sa première patrouille du 27 novembre 1943 au 30 janvier 1944, au départ de Kiel, le fait naviguer dans l'Atlantique. Il rejoignit une meute de U-Boote dans le nord de la Manche à la recherche de convois. 
Le 23 décembre 1943, le groupe croisa le convoi TU 5. Ce convoi fut escorté par la Task Force 58. L'U-471 tira une torpille sur l'USS Arkansas, mais ne le toucha pas. Le même jour, il fut attaqué par un Liberator du Coastal Command qui lui infligea quelques dommages et 3 hommes furent blessés.
Le 13 janvier 1944, l'U-471 tira une torpille sur un bâtiment à l'ouest de l'Irlande, sans aucun résultat. Il rentra à Brest après 65 jours en mer.
Sa deuxième patrouille, au départ de Brest pour Toulon, dura 28 jours. Il passa le détroit de Gibraltar dans la nuit du 5 au 6 avril 1944 et arriva à son port d'attache le 12 avril. 
Sa troisième patrouille du 18 mai au 15 juin 1944 le fait naviguer en Méditerranée. Il rentra à Toulon après 29 jours en mer, sans succès. 
L'U-471 fut coulé le 6 août 1944, dans le port militaire de Toulon à la position 43° 07′ N, 5° 55′ E, lors d'un raid aérien américain B-24 Liberator de la 15e USAAF.
Le 20 mai 1945, il fut renfloué, remis en état et admis au service actif dans la Marine française à partir de 1946. C'est à Lorient qu'il fut rebaptisé Millé, du nom du lieutenant de vaisseau Millé, commandant du sous-marin Protée, perdu corps et biens au large des côtes de Provence en décembre 1943.
Le premier commandant du Millé fut le lieutenant de vaisseau français Guepin. Pendant toute sa carrière dans la Marine française, il n'a cessé de naviguer pour l'entraînement des bâtiments de surface et des sous-marins.
Il fut rayé des listes des bâtiments de combat et désarmé le 9 juillet 1963 (devient Q 339) et rejoindra à Brégaillon ce que l'on appelle le « cimetière des vieux navires »
Il fut par la suite démoli.

## Affectations
- 5. Unterseebootsflottille du 5 mai 1943 au 31 octobre 1943 (Période de formation).
- 1. Unterseebootsflottille du 1er novembre 1943 au 30 avril 1944 (Unité combattante).
- 29. Unterseebootsflottille du 1er mai 1943 au 6 août 1944 (Unité combattante).

## Commandement
- Oberleutnant zur See Friedrich Kloevekorn du 5 mai 1943 au 6 août 1944.

## Patrouilles
|       | Commandant                 | Départ           | Départ | Arrivée         | Arrivée | Jours     | Succès |
| ----- | -------------------------- | ---------------- | ------ | --------------- | ------- | --------- | ------ |
| 1     | Oblt. Friedrich Kloevekorn | 27 novembre 1943 | Kiel   | 30 janvier 1944 | Brest   | 65 jours  |        |
| 2     | Oblt. Friedrich Kloevekorn | 16 mars 1944     | Brest  | 12 avril 1944   | Toulon  | 28 jours  |        |
| 3     | Oblt. Friedrich Kloevekorn | 18 mai 1944      | Toulon | 15 juin 1944    | Toulon  | 29 jours  |        |
| Total | Total                      | Total            | Total  | Total           | Total   | 122 jours | 0 t    |

Note : Oblt. = Oberleutnant zur See

### OpérationsWolfpack
L'U-471 opéra avec les Wolfpacks (meute de loups) durant sa carrière opérationnelle.
- Coronel 1 (14-17 décembre 1943)
- Sylt (18-23 décembre 1943)
- Rügen 3 (26-28 décembre 1943)
- Rügen 4 (28 décembre 1943 – 2 janvier 1944)
- Rügen 3 (2-7 janvier 1944)
- Rügen (7-22 janvier 1944)